# 2019년 일본 시리즈
2019년 일본 시리즈(일본어: 2019年の日本シリーズ, 영어: 2019 Japan Series) 또는 SMBC 일본 시리즈 2019(SMBC日本シリーズ2019)는 2019년 10월 19일부터 10월 23일까지 열린 제70회 일본 프로 야구 일본 시리즈 경기이다. 퍼시픽 리그 클라이맥스 시리즈 우승팀 후쿠오카 소프트뱅크 호크스가 총 4차례의 접전을 펼친 끝에 센트럴 리그 클라이맥스 시리즈 우승팀 요미우리 자이언츠를 누르고 4전 전승의 성적을 기록, 3년 연속 10번째 우승을 차지했다.

## 개요
이 대회는 연호가 레이와로 변경되면서 레이와 시대 최초의 일본 시리즈를 개최하게 됐다.
요미우리는 5년 만에 센트럴 리그 정상에 오르면서 클라이맥스 시리즈에서도 우승하여 일본 시리즈에 진출하게 됐다. 소프트뱅크는 전년도에 이어 클라이맥스 시리즈에서 퍼시픽 리그 우승팀 사이타마 세이부 라이온스를 누르고 2년 연속 리그 2위 팀으로서 일본 시리즈에 진출하여 2017년부터 3년 연속 일본 시리즈에 출전하게 됐다. 리그 우승이 아닌 팀의 일본 시리즈 출전은 2017년 요코하마 DeNA 베이스타스(2017년 센트럴 리그 클라이맥스 시리즈에서 리그 3위로부터 2위 팀 한신과 리그 우승팀 히로시마에게 연거푸 승리하면서 일본 시리즈에 진출) 이래 3년 연속이 된다.
양팀 대결은 2005년에 팀의 운영 주체가 여러번 바뀐 호크스가 소프트뱅크로 이름을 바꾼 후로는 첫 맞대결이 성사됐지만 소프트뱅크 전신 구단인 난카이·다이에 시절을 포함하면 11번째이며, 요미우리 V9 시대의 일원으로 활약했던 오 사다하루, 나가시마 시게오 양팀 감독(당시)의 ‘ON 대결’로 주목을 받은 2000년 요미우리 - 다이에(당시) 이후 19년 만이다. 일본 시리즈 대전 카드로는 지금까지의 요미우리 대 세이부(전신 구단을 포함)의 10회를 제치고 최다 대전 횟수 기록을 세웠다. 사다하루·나가시마 두 사람은 현장에서 물러나 있지만 사다하루는 소프트뱅크 구단 회장, 나가시마는 요미우리 교진군 종신 명예 감독으로서 각각 구단에 몸담고 있었기 때문에 음지에서나마 ‘ON 대결’이 이뤄진 셈이다.
이번에도 전년도와 마찬가지로 예고 선발을 채택했다.
전 경기가 돔 구장에서 개최된 일본 시리즈는 2012년(요미우리 대 닛폰햄) 이후 7년 만이다. 또한 요미우리가 출전함으로써 2015년(야쿠르트 대 소프트뱅크) 이후 4년 만에 도쿄도에서 개최되는 일본 시리즈가 됐다.
최종적으론 소프트뱅크가 요미우리를 4경기에서 모두 승리(일명 ‘스윕 승리’)하여 3년 연속이자 팀 통산 10번째로 일본 시리즈 정상에 올랐다. 4연승에서의 일본 시리즈 우승은 2005년에 지바 롯데 마린스가 한신에 4연승을 기록한 이래 14년 만이자 6번째이며 무승부를 포함한 무패 우승은 8번째이다. 정규 시즌 2위 이하 팀에 의한 2년 연속 일본 시리즈 정상에 오른 것은 사상 처음이다.
이로써 소프트뱅크는 2014년 이후 최근 6년간 5차례의 일본 시리즈 우승을 석권하게 됐다. 호크스로서는 난카이 시절이던 1959년에 4연승으로 요미우리에게 승리한 이후 이 대회에서 60년 만에 일본 시리즈에서의 요미우리를 또다시 이기게 됐다. 또한 60년 전과 마찬가지로 4경기 전승, 그리고 일본 시리즈 우승은 적지(당시는 고라쿠엔 구장)에서 결정지었다.
또한 소프트뱅크는 이미 2018년 히로시마를 상대로 맞대결을 벌인 끝에 우승함으로써 일본 시리즈에서 전체 6개 구단을 상대로 전신인 난카이 시절을 포함한 기존 센트럴 리그 6개 팀에서 일본 시리즈 정상 자리를 탈환했다. 이 해를 우승으로 1989년 연고지를 후쿠오카로 이전한 후 2005년에 모기업인 소프트뱅크로 변경된 후에 한해서도 센트럴 리그 전체 6개 구단을 상대로 일본 시리즈 우승을 석권하게 됐다. 이는 퍼시픽 리그 구단 사상 첫 쾌거이다. 또 센트럴 리그 구단들이 현재의 모기업이 된 이후 모든 팀을 상대로 일본 시리즈에서 우승하는 위업을 달성했다. 그리고 소프트뱅크는 상대 리그 팀이 현재의 모기업이 된 이후 모든 팀을 상대로 일본 시리즈 정상에 오르는 유일한 구단이 됐다.
더 나아가 2018년 일본 시리즈 3차전부터 이어진 일본 시리즈에서의 연승을 8로 늘리면서 세이부, 요미우리, 지바 롯데와 나란히 일본 시리즈 타이 기록이 됐다. 2시즌 연속 8연승은 1975년부터 1976년까지 한큐 브레이브스(현: 오릭스 버펄로스)가 세운 7연승(2무승부를 포함)을 뛰어넘는 일본 시리즈 신기록을 세웠다. 반면 패배한 요미우리는 1990년 세이부 라이온스(당시)전 이후 29년 만에 쇼와·헤이세이·레이와의 세 연호에서 각각 한 차례씩 4연패를 세 번이나 당하는 수모를 겪었다.
양팀 감독인 하라 다쓰노리·구도 기미야스는 모두 1990년에 요미우리·세이부 선수로서 각각 출전했고 하라는 1990년 당시 감독이던 후지타 모토시에 이어 선수와 감독 모두 일본 시리즈 4연패를 당하는 굴욕을 겪어야만 했다. 또한 일본 시리즈에 출전한 감독으로 내리 4연승 또는 4연패를 모두 경험한 것은 하라가 최초다. 한편 구도는 선수·감독 양쪽에서 내리 4연승을 경험한 첫 감독이 됐다.
또한 이 대회에서 소프트뱅크의 승리로 일본 시리즈에서의 센트럴 리그 팀과 퍼시픽 리그 팀의 리그 통산 우승 횟수가 35회로 동률을 이뤘다. 1959년에 소프트뱅크의 전신인 난카이가 요미우리를 누르고 우승한 시점에서 센트럴·퍼시픽 리그 팀이 각각 5회 우승으로 나란히 기록한 후 1960년 일본 시리즈에서 다이요 웨일스(현: 요코하마 DeNA 베이스타스)가 다이마이 오리온스(현: 지바 롯데 마린스)를 누르고 일본 시리즈 정상에 오른 이후 59년에 걸쳐 센트럴 리그가 우세했다. 2002년 일본 시리즈에서 요미우리가 세이부를 꺾은 시점에서 센트럴 리그 32회, 퍼시픽 리그 21회였고 양대 리그 우승 횟수 차이가 역대 최다인 11까지 벌어졌지만 그 후 17년간 퍼시픽 리그가 14회 우승, 특히 2013년 일본 시리즈에서 도호쿠 라쿠텐 골든이글스가 요미우리를 꺾은 이후 7년 연속으로 퍼시픽 리그가 승리함에 따라 60년 만에 퍼시픽 리그가 통산 우승 횟수에서 동률을 이룬 것이었다.
그리고 승리한 경기 수도 2019년 이전 시점에서는 센트럴 리그가 202승, 퍼시픽 리그가 201승으로 센트럴 리그가 우세했지만 소프트뱅크가 첫 경기부터 연승하면서 2차전 종료 시점에서 203승으로 역전하게 됐는데 이것은 1963년 일본 시리즈 1차전에서 니시테쓰(현: 사이타마 세이부 라이온스)가 요미우리에 승리한 시점에서 퍼시픽 리그가 38승 3무 37패로 앞선 이후 56년 만에 퍼시픽 리그의 승수가 센트럴 리그를 넘어서게 됐다. 결과적으로 소프트뱅크가 4승 무패로 일본 시리즈를 마무리 지으면서 퍼시픽 리그의 205승 8무 202패를 기록하여 1959년 난카이의 4연승에 의한 퍼시픽 리그가 31승 2무 27패로 남긴 이후 최다 승수를 기록했다. 반면 센트럴 리그는 1974년 일본 시리즈 1차전에서 주니치 드래건스가 롯데 오리온스(현: 지바 롯데 마린스)에게 승리한 시점에서 81승 3무 57패로 승수 차이가 사상 최대인 24로 넘어섰고 2002년 일본 시리즈에서 요미우리가 세이부에게 4연승한 시점에서도 165승 6무 144패로 승수 차이가 21을 웃돌았으나 2003년 이후 17차례에서 퍼시픽 리그의 61승에 대한 센트럴 리그가 37승으로 역전당하는 셈이다.
1차전과 2차전은 퍼시픽 리그 연고지에서의 경기에서 모두 소프트뱅크가 승리함으로써 2013년 7차전에서 라쿠텐의 승리로 이어지는 퍼시픽 리그 출전팀의 연고지 연승 기록을 17승으로 늘렸다. 소프트뱅크 단독으로서도 2011년 7차전에서 주니치에게 승리한 것부터 계속되는 연고지 연승 기록을 14로 늘렸다. 게다가 1차전부터 4차전까지 모두 돔 구장에서 경기를 치렀고 4경기 모두 소프트뱅크가 승리함으로써 2013년 5차전(도쿄 돔)에서 라쿠텐의 승리로 이어지는 퍼시픽 리그 출전 팀의 돔 구장 연승 기록을 19로 늘렸다.
2014년부터 6년 연속으로 NPB 파트너인 미쓰이스미토모 파이낸셜 그룹(SMBC 그룹)을 메인 스폰서로서 ‘SMBC 일본 시리즈 2019’(SMBC日本シリーズ2019)라는 이름으로 개최했다. SMBC 그룹이 일본 시리즈의 메인 스폰서가 된 이후 요미우리가 출전한 것은 이번이 처음이다 그리고 NPB는 같은 해 10월에 발생한 레이와 원년 동일본 태풍에서의 이재민 지원을 목적으로 이 대회의 입장료 및 공식 상품 매출 수익금 일부를 일본 시리즈 종료 후 태풍 피해를 입은 재해 지역에 수재의연금을 기탁하기로 밝혔다.
일본 시리즈 종료 직후 요미우리의 아베 신노스케가 이 해를 끝으로 현역 은퇴를 선언했다. 4차전 종료 후에 우측 외야 관중석 및 홈플레이트 부근에서 각각 10번의 헹가래가 이뤄졌다(후자에 대해서는 소프트뱅크측의 제의로 이뤄졌고 소프트뱅크의 주장 우치카와 세이이치가 필두로 하여 헹가래를 쳤다). 일부에서는 이 소프트뱅크측의 행동에 대해 당시 이 시기에 일본에서 개최된 럭비 월드컵에 빗대 ‘노 사이드(럭비 용어로 경기 종료 후에 적이냐 우리 편이냐를 넘어 서로의 건투를 칭찬하는 의미)’라는 평가를 받았다. 그리고 아베에 이어 스캇 매티슨도 현역에서 은퇴하겠다는 입장을 밝혔다.

## 상세 규칙

### 경기 일정
- 1차전 : 10월 19일(후쿠오카 야후오쿠! 돔)
- 2차전 : 10월 20일(후쿠오카 야후오쿠! 돔)
- 3차전 : 10월 22일(도쿄 돔)
- 4차전 : 10월 23일(도쿄 돔)

※어느 팀이 4승을 올린 시점에서 일본 시리즈는 종료한다.
※5차전 이전에 취소됐을 경우에는 5차전과 6차전 사이의 이동일은 마련하지 않는다.
※퍼시픽 리그 홈경기(1·2·6·7차전)에서는 지명 타자 제도를 채택한다.
※무승부에 있어서 7차전에서 승부가 나지 않는 경우에는 7차전 다음날에 8차전, 8차전에서도 역시 승부가 나지 않는 경우에는 이동일을 하루 끼고 도쿄 돔에서 9차전이 열린다.

### 개최 구장
| 요미우리 자이언츠            | 후쿠오카 소프트뱅크 호크스 |
| ---------------------------- | -------------------------- |
| 도쿄 돔                      | 후쿠오카 야후오쿠! 돔      |
| 수용 인원: 50,000명          | 수용 인원: 38,585명        |
|                              |                            |
| 도쿄 돔후쿠오카 야후오쿠! 돔 |                            |

### 개시 시간
- 도쿄 돔

3·4차전: 각 18시 15분에 시작.
- 후쿠오카 야후오쿠! 돔

1·2차전: 각 18시 30분에 시작.

### 클라이맥스 시리즈경기 결과
|  | 클라이맥스 시리즈 1st              | 클라이맥스 시리즈 1st |                                                      |       | 클라이맥스 시리즈 파이널      | 클라이맥스 시리즈 파이널 |                                        |      | 일본 시리즈 | 일본 시리즈 |
|  |                                    |                       |                                                      |       |                               |                          |                                        |      |             |             |
|  |                                    |                       |                                                      |       |                               |                          |                                        |      |             |             |
|  |                                    |                       |                                                      |       |                               |                          |                                        |      |             |             |
|  |                                    |                       |                                                      |       |                               |                          |                                        |      |             |             |
|  |                                    |                       | (6전 4선승제〈어드밴티지 1승을 포함〉) 도쿄 돔       |       |                               |                          |                                        |      |             |             |
|  |                                    |                       |                                                      |       |                               |                          |                                        |      |             |             |
|  | 요미우리 자이언츠(CL 우승)         | ☆○○●○                 |                                                      |       |                               |                          |                                        |      |             |             |
|  | 요미우리 자이언츠(CL 우승)         | ☆○○●○                 | (3전 2선승제) 요코하마 스타디움                      |       |                               |                          |                                        |      |             |             |
|  |                                    |                       | 한신 타이거스                                        | ★●●○● |                               |                          |                                        |      |             |             |
|  | 요코하마 DeNA 베이스타스(CL 2위)   | ●○●                   | 한신 타이거스                                        | ★●●○● |                               |                          |                                        |      |             |             |
|  | 요코하마 DeNA 베이스타스(CL 2위)   | ●○●                   | (7전 4선승제) 도쿄 돔 후쿠오카 야후오쿠! 돔          |       |                               |                          |                                        |      |             |             |
|  | 한신 타이거스(CL 3위)              | ○●○                   |                                                      |       |                               |                          |                                        |      |             |             |
|  | 한신 타이거스(CL 3위)              | ○●○                   |                                                      |       | 요미우리 자이언츠(CL CS 우승) | ●●●●                     |                                        |      |             |             |
|  |                                    |                       |                                                      |       | 요미우리 자이언츠(CL CS 우승) | ●●●●                     |                                        |      |             |             |
|  |                                    |                       |                                                      |       |                               |                          | 후쿠오카 소프트뱅크 호크스(PL CS 우승) | ○○○○ |             |             |
|  |                                    |                       |                                                      |       |                               |                          | 후쿠오카 소프트뱅크 호크스(PL CS 우승) | ○○○○ |             |             |
|  |                                    |                       | (6전 4선승제〈어드밴티지 1승을 포함〉) 메트라이프 돔 |       |                               |                          |                                        |      |             |             |
|  |                                    |                       |                                                      |       |                               |                          |                                        |      |             |             |
|  | 사이타마 세이부 라이온스(PL 우승)  | ☆●●●●                 |                                                      |       |                               |                          |                                        |      |             |             |
|  | 사이타마 세이부 라이온스(PL 우승)  | ☆●●●●                 | (3전 2선승제) 후쿠오카 야후오쿠! 돔                  |       |                               |                          |                                        |      |             |             |
|  |                                    |                       | 후쿠오카 소프트뱅크 호크스                           | ★○○○○ |                               |                          |                                        |      |             |             |
|  | 후쿠오카 소프트뱅크 호크스(PL 2위) | ●○○                   | 후쿠오카 소프트뱅크 호크스                           | ★○○○○ |                               |                          |                                        |      |             |             |
|  | 후쿠오카 소프트뱅크 호크스(PL 2위) | ●○○                   |                                                      |       |                               |                          |                                        |      |             |             |
|  | 도호쿠 라쿠텐 골든이글스(PL 3위)   | ○●●                   |                                                      |       |                               |                          |                                        |      |             |             |
|  | 도호쿠 라쿠텐 골든이글스(PL 3위)   | ○●●                   |                                                      |       |                               |                          |                                        |      |             |             |

☆·★=클라이맥스 시리즈·파이널의 어드밴티지 1승 1패분

## 출장자 명단
| 후쿠오카 소프트뱅크 호크스 | 후쿠오카 소프트뱅크 호크스 | 후쿠오카 소프트뱅크 호크스        | 후쿠오카 소프트뱅크 호크스 | 후쿠오카 소프트뱅크 호크스 |
| 직책                       | 등번호                     | 성명                              | 투                         | 타                         |
| -------------------------- | -------------------------- | --------------------------------- | -------------------------- | -------------------------- |
| 감독                       | 81                         | 구도 기미야스                     | -                          | -                          |
| 코치                       | 86                         | 모리 히로유키(수석 코치)          | -                          | -                          |
| 코치                       | 94                         | 구라노 신지(투수 총괄)            | -                          | -                          |
| 코치                       | 98                         | 다카무라 히로시(투수)             | -                          | -                          |
| 코치                       | 83                         | 다치바나 요시이에(타격)           | -                          | -                          |
| 코치                       | 88                         | 세키카와 고이치(타격)             | -                          | -                          |
| 코치                       | 80                         | 혼다 유이치(내야 수비 주루)       | -                          | -                          |
| 코치                       | 93                         | 무라마쓰 아리히토(외야 수비 주루) | -                          | -                          |
| 코치                       | 95                         | 요시쓰루 겐지(배터리)             | -                          | -                          |
| 투수                       | 10                         | 오타케 고타로                     | 좌                         | 좌                         |
| 투수                       | 13                         | 니호 아키라                       | 우                         | 우                         |
| 투수                       | 17                         | 이와사키 쇼                       | 우                         | 우                         |
| 투수                       | 18                         | 다케다 쇼타                       | 우                         | 우                         |
| 투수                       | 19                         | A. 미란다                         | 좌                         | 좌                         |
| 투수                       | 21                         | 와다 쓰요시                       | 좌                         | 좌                         |
| 투수                       | 28                         | 다카하시 레이                     | 우                         | 우                         |
| 투수                       | 29                         | 이시카와 슈타                     | 우                         | 우                         |
| 투수                       | 34                         | 시이노 아라타                     | 우                         | 우                         |
| 투수                       | 35                         | L. 모이넬로                       | 좌                         | 좌                         |
| 투수                       | 38                         | 모리 유이토                       | 우                         | 우                         |
| 투수                       | 41                         | 센가 고다이                       | 우                         | 좌                         |
| 투수                       | 42                         | 마쓰다 료마                       | 우                         | 우                         |
| 투수                       | 44                         | R. 판 덴 휘르크                   | 우                         | 우                         |
| 투수                       | 57                         | 가야마 신야                       | 좌                         | 좌                         |
| 투수                       | 63                         | 가와하라 히로유키                 | 좌                         | 좌                         |
| 투수                       | 90                         | R. 수아레스                       | 우                         | 우                         |
| 포수                       | 12                         | 다카야 히로아키                   | 우                         | 좌                         |
| 포수                       | 31                         | 구리하라 료야                     | 우                         | 좌                         |
| 포수                       | 62                         | 가이 다쿠야                       | 우                         | 우                         |
| 포수                       | 65                         | 구키 류헤이                       | 우                         | 우                         |
| 내야수                     | 0                          | 다카타 도모키                     | 우                         | 좌                         |
| 내야수                     | 1                          | 우치카와 세이이치                 | 우                         | 우                         |
| 내야수                     | 4                          | 가와시마 게이조                   | 우                         | 우                         |
| 내야수                     | 5                          | 마쓰다 노부히로                   | 우                         | 우                         |
| 내야수                     | 6                          | 이마미야 겐타                     | 우                         | 우                         |
| 내야수                     | 8                          | 아카시 겐지                       | 우                         | 좌                         |
| 내야수                     | 23                         | 슈토 우쿄                         | 우                         | 좌                         |
| 내야수                     | 27                         | Y. 그라시엘                       | 우                         | 우                         |
| 내야수                     | 36                         | 마키하라 다이세이                 | 우                         | 좌                         |
| 내야수                     | 68                         | 미모리 마사키                     | 우                         | 좌                         |
| 외야수                     | 7                          | 나카무라 아키라                   | 좌                         | 좌                         |
| 외야수                     | 9                          | 야나기타 유키                     | 우                         | 좌                         |
| 외야수                     | 24                         | 하세가와 유야                     | 우                         | 좌                         |
| 외야수                     | 32                         | 쓰카다 마사요시                   | 우                         | 우                         |
| 외야수                     | 37                         | 후쿠다 슈헤이                     | 우                         | 좌                         |
| 외야수                     | 51                         | 우에바야시 세이지                 | 우                         | 좌                         |
| 외야수                     | 54                         | A. 데스파이네                     | 우                         | 우                         |

| 요미우리 자이언츠 | 요미우리 자이언츠 | 요미우리 자이언츠                  | 요미우리 자이언츠 | 요미우리 자이언츠 |
| 직책              | 등번호            | 성명                               | 투                | 타                |
| ----------------- | ----------------- | ---------------------------------- | ----------------- | ----------------- |
| 감독              | 83                | 하라 다쓰노리                      | -                 | -                 |
| 코치              | 87                | 요시무라 사다아키(타격 종합)       | -                 | -                 |
| 코치              | 81                | 미야모토 가즈토모(투수 종합)       | -                 | -                 |
| 코치              | 71                | 미즈노 가쓰히토(투수)              | -                 | -                 |
| 코치              | 80                | 고토 고지(타격 겸 외야 수비)       | -                 | -                 |
| 코치              | 77                | 모토키 다이스케(내야 수비 겸 타격) | -                 | -                 |
| 코치              | 75                | 무라타 슈이치(타격)                | -                 | -                 |
| 코치              | 79                | 아이카와 료지(배터리)              | -                 | -                 |
| 코치              | 98                | 무라타 요시노리(배터리)            | -                 | -                 |
| 투수              | 11                | 야마구치 슌                        | 우                | 우                |
| 투수              | 12                | 다카하시 유키                      | 좌                | 좌                |
| 투수              | 15                | 사와무라 히로카즈                  | 우                | 우                |
| 투수              | 17                | 오타케 간                          | 우                | 우                |
| 투수              | 18                | 스가노 도모유키                    | 우                | 우                |
| 투수              | 20                | S. 매티슨                          | 우                | 우                |
| 투수              | 23                | 노가미 료마                        | 우                | 우                |
| 투수              | 28                | 다구치 가즈토                      | 좌                | 좌                |
| 투수              | 29                | 구와하라 다쿠야                    | 우                | 우                |
| 투수              | 32                | 가기야 요헤이                      | 우                | 우                |
| 투수              | 35                | 사쿠라이 도시키                    | 우                | 우                |
| 투수              | 41                | 나카가와 고타                      | 좌                | 좌                |
| 투수              | 42                | C. C. 메르세데스                   | 좌                | 양                |
| 투수              | 45                | 이마무라 노부타카                  | 좌                | 좌                |
| 투수              | 49                | T. 영맨                            | 우                | 우                |
| 투수              | 57                | 다카기 교스케                      | 우                | 우                |
| 투수              | 67                | 후루카와 유리                      | 우                | 우                |
| 투수              | 68                | 도고 쇼세이                        | 우                | 우                |
| 투수              | 97                | R. 데 라 로사                      | 우                | 우                |
| 포수              | 10                | 아베 신노스케                      | 우                | 좌                |
| 포수              | 22                | 고바야시 세이지                    | 우                | 우                |
| 포수              | 27                | 스미타니 긴지로                    | 우                | 우                |
| 포수              | 38                | 기시다 유키노리                    | 우                | 우                |
| 포수              | 46                | 오시로 다쿠미                      | 우                | 좌                |
| 내야수            | 5                 | 나카지마 히로유키                  | 우                | 우                |
| 내야수            | 6                 | 사카모토 하야토                    | 우                | 우                |
| 내야수            | 25                | 오카모토 가즈마                    | 우                | 우                |
| 내야수            | 33                | C. 비야누에바                      | 우                | 우                |
| 내야수            | 51                | 다나카 슌타                        | 우                | 좌                |
| 내야수            | 56                | 야마모토 야스히로                  | 우                | 우                |
| 내야수            | 60                | 와카바야시 아키히로                | 우                | 양                |
| 내야수            | 63                | 마스다 다이키                      | 우                | 우                |
| 외야수            | 2                 | 요 다이칸                          | 우                | 우                |
| 외야수            | 8                 | 마루 요시히로                      | 우                | 좌                |
| 외야수            | 9                 | 가메이 요시유키                    | 우                | 좌                |
| 외야수            | 36                | 이시카와 신고                      | 우                | 우                |
| 외야수            | 39                | 다테오카 소이치로                  | 우                | 좌                |
| 외야수            | 43                | 시게노부 신노스케                  | 우                | 좌                |
| 외야수            | 44                | A. 게레로                          | 우                | 우                |
| 외야수            | 99                | 야마시타 고타                      | 우                | 좌                |

## 경기 기록
| 일시                                              | 경기   | 원정팀(선공)               | 스코어 | 홈팀(후공)                 | 개최 구장             | 개시 시각 | 경기 시간  | 관중수   |
| ------------------------------------------------- | ------ | -------------------------- | ------ | -------------------------- | --------------------- | --------- | ---------- | -------- |
| 10월 19일(토)                                     | 1차전  | 요미우리 자이언츠          | 2 - 7  | 후쿠오카 소프트뱅크 호크스 | 후쿠오카 야후오쿠! 돔 | 18시 34분 | 3시간 15분 | 37,198명 |
| 10월 20일(일)                                     | 2차전  | 요미우리 자이언츠          | 3 - 6  | 후쿠오카 소프트뱅크 호크스 | 후쿠오카 야후오쿠! 돔 | 18시 31분 | 3시간 12분 | 37,052명 |
| 10월 21일(월)                                     | 이동일 | 이동일                     | 이동일 | 이동일                     | 이동일                | 이동일    | 이동일     | 이동일   |
| 10월 22일(화)                                     | 3차전  | 후쿠오카 소프트뱅크 호크스 | 6 - 2  | 요미우리 자이언츠          | 도쿄 돔               | 18시 18분 | 3시간 38분 | 44,411명 |
| 10월 23일(수)                                     | 4차전  | 후쿠오카 소프트뱅크 호크스 | 4 - 3  | 요미우리 자이언츠          | 도쿄 돔               | 18시 18분 | 3시간 22분 | 44,708명 |
| 우승: 후쿠오카 소프트뱅크 호크스(3년 연속 10번째) |        |                            |        |                            |                       |           |            |          |

## 일본 시리즈 경기 결과

### 1차전
- 10월 19일 - 후쿠오카 야후오쿠! 돔

| 팀 | 1 | 2 | 3 | 4 | 5 | 6 | 7 | 8 | 9 | R | H  | E |
| 요미우리 | 0 | 1 | 0 | 0 | 0 | 0 | 0 | 0 | 1 | 2 | 6  | 0 |
| 소프트뱅크 | 0 | 2 | 0 | 0 | 0 | 1 | 4 | 0 | X | 7 | 10 | 1 |
| 승리 투수: 센가 고다이(1-0) 패전 투수: 야마구치 슌(0-1) 홈런: 요미우리 – 아베 신노스케(2회 1점), 오시로 다쿠미(9회 1점) 소프트뱅크 – 유리스벨 그라시알(2회 2점) |   |   |   |   |   |   |   |   |   |   |    |   |

### 2차전
- 10월 20일 - 후쿠오카 야후오쿠! 돔

| 팀 | 1 | 2 | 3 | 4 | 5 | 6 | 7 | 8 | 9 | R | H | E |
| 요미우리 | 0 | 0 | 0 | 0 | 0 | 0 | 0 | 0 | 3 | 3 | 4 | 1 |
| 소프트뱅크 | 0 | 0 | 0 | 0 | 0 | 0 | 3 | 3 | X | 6 | 7 | 0 |
| 승리 투수: 다카하시 레이(1-0) 패전 투수: 오타케 간(0-1) 홈런: 소프트뱅크 – 마쓰다 노부히로(7회 3점), 야나기타 유키(8회 1점), 후쿠다 슈헤이(8회 2점) |   |   |   |   |   |   |   |   |   |   |   |   |

### 3차전
- 10월 22일 - 도쿄 돔

| 팀 | 1 | 2 | 3 | 4 | 5 | 6 | 7 | 8 | 9 | R | H | E |
| 소프트뱅크 | 0 | 1 | 1 | 4 | 0 | 0 | 0 | 0 | 0 | 6 | 7 | 0 |
| 요미우리 | 1 | 0 | 1 | 0 | 0 | 0 | 0 | 0 | 0 | 2 | 6 | 1 |
| 승리 투수: 이시카와 슈타(1-0) 패전 투수: 도고 쇼세이(0-1) 홈런: 소프트뱅크 – 유리스벨 그라시알(2회 1점) 요미우리 – 가메이 요시유키(1회 1점, 3회 1점) |   |   |   |   |   |   |   |   |   |   |   |   |

### 4차전
- 10월 23일 - 도쿄 돔

| 팀 | 1 | 2 | 3 | 4 | 5 | 6 | 7 | 8 | 9 | R | H | E |
| 소프트뱅크 | 0 | 0 | 0 | 3 | 0 | 0 | 1 | 0 | 0 | 4 | 8 | 0 |
| 요미우리 | 0 | 0 | 0 | 0 | 0 | 2 | 1 | 0 | 0 | 3 | 6 | 2 |
| 승리 투수: 와다 쓰요시(1-0) 패전 투수: 스가노 도모유키(0-1) 세이브: 모리 유이토(1S) 홈런: 소프트뱅크 – 유리스벨 그라시알(4회 3점) 요미우리 – 오카모토 가즈마(6회 2점) |   |   |   |   |   |   |   |   |   |   |   |   |

## 수상 선수
MVP
- 유리스벨 그라시알(소프트뱅크)[13]

감투상
- 가메이 요시유키(요미우리)

우수 선수상
- 다카하시 레이, 마쓰다 노부히로, 알프레도 데스파이네(이상 소프트뱅크)

## 시구식
- 1차전 : 소네 아키라(2019년 세계 유도 선수권 대회 여자 78㎏급 금메달리스트)[14]
- 2차전 : 켄타로(배우, 메인 스폰서인 미쓰이스미토모 은행의 CM 캐릭터)[14]
- 3차전 : 요시노 아키라(아사히 카세이 명예연구원·2019년 노벨 화학상 수상자)[14]
- 4차전 : 가미지 유이(휠체어 테니스 2020년 도쿄 패럴림픽 대표, 메인 스폰서인 미쓰이스미토모 은행의 CM 캐릭터)[15]

## 주해
1. ↑  세이부와 1998년에 맞붙은 베이스타스는 마루하가 모기업으로 두던 시절이다.
2. ↑  요미우리와 1970년에 맞붙은 롯데는 당시 모기업인 영화회사 다이에이이며, 롯데는 스폰서였다. 롯데가 정식으로 오리온스를 인수한 것은 그 다음해다.
3. ↑  도쿄 돔(2013년·2019년), 후쿠오카 돔(2014년·2015년·2017년 ~ 2019년), 삿포로 돔(2016년) 등 3구장이다.
4. ↑  미쓰이스미토모 은행, SMBC 신탁은행, 미쓰이스미토모 카드, SMBC 닛코 증권, SMBC 컨슈머 파이낸스(프로미스), SMBC 모빗, 세디나, 미쓰이스미토모 파이낸스&리스, 일본종합연구소, 미쓰이스미토모 DS애셋매니지먼트
5. ↑  2011년부터 메인 스폰서가 붙게 되면서 요미우리는 2012년, 2013년에 2년 연속으로 출전했으나 당시 메인 스폰서는 코나미였다. 또한 SMBC 그룹이 메인 스폰서가 된 이후 일본 시리즈에 단 한 번도 출전하지 않은 센트럴 리그 구단은 주니치가 유일하다(참고로 퍼시픽 리그 구단에서 출전하지 않은 구단은 라쿠텐, 세이부, 지바 롯데, 오릭스 등).

## 같이 보기
- 2019년 퍼시픽 리그 클라이맥스 시리즈
- 2019년 센트럴 리그 클라이맥스 시리즈